# L'uomo che visse un giorno
L'uomo che visse un giorno (titolo originale Återkomsten) è un romanzo giallo dello scrittore svedese Håkan Nesser pubblicato in Svezia nel 1995.
È il terzo libro della serie che ha per protagonista il commissario Van Veeteren.
La prima edizione del romanzo è stata pubblicata nell'anno 2003 da Guanda.

## Trama
Il 24 agosto 1993, dopo dodici anni di carcere a causa di un duplice omicidio, un uomo ritorna in libertà. Otto mesi dopo, una bambina in gita scolastica ritrova il cadavere di un uomo senza testa, mani e piedi in una campagna. Il cadavere è di Leopold Verhaven, un ex campione di atletica rilasciato otto mesi prima dal carcere, a seguito di un'accusa di omicidio della sua ex fidanzata e finito in disgrazia per un episodio di doping. Da qui partiranno le indagini del commissario Van Veeteren, deciso a scoprire la verità anche a costo di utilizzare metodi al di fuori della legalità.

## Edizioni
- Håkan Nesser, L'uomo che visse un giorno, traduzione di Carmen Giorgetti Cima, Guanda, 2003. ISBN 88-8246-464-4.
- Håkan Nesser, L'uomo che visse un giorno, traduzione di Carmen Giorgetti Cima, TEA, 2005. ISBN 978-88-502-0795-4.
- Håkan Nesser, L'uomo che visse un giorno, traduzione di Carmen Giorgetti Cima, TEA, 2016. ISBN 978-88-502-4395-2.
- Håkan Nesser, L'uomo che visse un giorno, traduzione di Carmen Giorgetti Cima, TEA, 2019. ISBN 978-88-502-5526-9.